# Dilobocondyla fouqueti
Dilobocondyla fouqueti é uma espécie de formiga do gênero Dilobocondyla, pertencente à subfamília Myrmicinae.